# أل إدواردز (لاعب كرة قدم أمريكية)
أل إدواردز (بالإنجليزية: Al Edwards)‏ هو لاعب كرة قدم أمريكية أمريكي، ولد في 18 مايو 1967 في نيو أورلينز في الولايات المتحدة.

## وصلات خارجية
- أل إدواردز على موقع مرجع كرة القدم المحترفة.كوم (الإنجليزية)